# 1272 Gefion
1272 Gefion је астероид главног астероидног појаса са средњом удаљеношћу од Сунца која износи 2,783 астрономских јединица (АЈ).
Апсолутна магнитуда астероида је 12,8 а геометријски албедо 0,051.